# Vincenzo Vangelisti
Vincenzo Vangelisti (Firenze, 1740 – Milano, 1798) è stato un incisore italiano.

## Biografia
Fiorentino di nascita, in giovane età si recò a Parigi per studiarvi le tecniche dell'incisione su rame presso gli artisti Hugford e Wille.
Nel 1766 fu a Milano chiamato dall'Imperatore d'Austria Leopoldo II per insegnare all'Accademia di Brera e nel 1790 vi fu il primo direttore della Scuola d'incisione appena istituita. Ma l'esordio non fu dei più felici, anche a causa del suo carattere chiuso e scontroso; Morghen espresse un parere sfavorevole sul suo operato e la scuola venne chiusa nel 1798. 

Nello stesso anno, in un momento di sconforto, Vangelisti si suicidò.
Tra i suoi allievi con una borsa di studio fu Giuseppe Longhi che più tardi gli succedette alla direzione della stessa Scuola d'incisione.

## Opere
- La Vergine col Bambino, da Raffaello
- Ritratto di  Armando di Borbone, da  A. de Pujol
- Piramo e Tisbe, da Laurent de La Hyre
- Venere e Cupido, da Agostino Carracci
- Satiro e ninfa, da van Loo